# Made in Heaven
Made in Heaven (en español: Hecho en el cielo) es el decimoquinto y último álbum de estudio de la banda de rock Queen, lanzada el 6 de noviembre de 1995. Fue el último trabajo editado junto su vocalista Freddie Mercury, que falleció por complicaciones del Sida cuatro años antes en 1991, y a su bajista John Deacon, quien se retiró de la banda y de la música dos años después de la publicación del Álbum.
Tras el fallecimiento de Mercury en noviembre de 1991, John Deacon, Roger Taylor y Brian May trabajaron con las partes de piano y canto que Mercury había grabado antes de su muerte, junto con nuevas letras grabadas por los restantes miembros de la banda.
Ambas etapas de grabaciones, antes y después de la muerte de Mercury, fueron completadas en el estudio de la banda en Montreux, Suiza. El álbum debutó en el lugar #1 en el Reino Unido y llegó a ser cuatro veces álbum de platino. El periódico The Guardian declaró que el álbum vendió 20 millones de copias alrededor del mundo.

## Canciones
En Cursiva, las canciones nuevas o retocadas en 1991 para adelante

### «It's a Beautiful Day»
It's a Beautiful Day es una canción de las sesiones de The Game escrita Por Freddie y John. Siendo Lado B de Heaven for Everyone y cuenta con un Reprise que es la antepenúltima canción del álbum.

### «Made in Heaven»
Made in Heaven es una canción del álbum solista de Freddie Mercury, Mr. Bad Guy. No se lanzó como sencillo debido a que Freddie Mercury ya lo había lanzado como sencillo siendo el Lado A de She Blows Hot & Cold.

### «Let Me Live»
Let me live era originalmente Take Another Piece on My Heart, una colaboración con Rod Stewart para The Works. Solo que Brian, Roger y John la retocaron y quedó Let Me Live. Tema el cual se publicaría como sencillo y siendo un éxito al aparecer en Greatest Hits III de 1999.

### «Mother Love»
Mother Love es un tema escrito originalmente por Freddie y Brian en conjunto. Se caracteriza por los sonidos finales donde, de cierta forma, se hace un resumen de la vida de Mercury. En ella, se alcanza a escuchar parte de la canción One Vision, el público de la presentación en Wembley, parte de la canción "Goin' back" que fue lanzada en 1973 por Freddie bajo el seudónimo de Larry Lurex y el llanto de un bebé.
También la canción se destaca ya que el último verso es cantado por Brian.

Llegamos hasta el último verso y él dijo: “No me siento tan bien, creo que debería dejarlo para otro día. Lo terminaré cuando regrese, la próxima vez.” Nunca más volvió al estudio después de eso.
Brian May

Siendo así, la última canción que grabó Mercury en su vida.

### «My Life Has Been Saved»
My Life Has Been Saved es una canción de las sesiones de The Miracle. Escrita por John, fue lanzada en una versión alterna como Lado B de Scandal en 1989.

### «I Was Born to Love You»
I Was Born to Love You también es una canción del álbum Mr. Bad Guy.

### «Heaven for Everyone»
Heaven for Everyone es originalmente una canción de The Cross, el otro grupo de Roger Taylor. Mercury prestó su voz para la canción en la versión del álbum de The Cross pero en la edición de sencillo, se omite su voz.

### «Too Much Love Will Kill You»
Too Much Love Will Kill You es una canción del álbum solista de Brian May, Back to the Light. Obviamente es interpretada por Mercury en este disco.

### «You Don't Fool Me»
You Don't Fool Me es el último sencillo de Made In Heaven escrito por Freddie y John y la penúltima canción que Freddie cantó antes de fallecer.

### «A Winter's Tale»
A Winter's Tale es escrita por Mercury al inspirarse en el Lago de Ginebra.

### «It's a Beautiful Day (Reprise)»
It's a Beautiful Day (Reprise) es una reversión del primer tema del álbum, el cual ahora tiene un ritmo más rockero y con el agregado de tener un fragmento en piano de Seven Seas of Rhye.

### «Yeah»
Yeah es la canción más corta de toda la discografía de la banda al durar solamente 4 segundos. Este "yeah" es sacado de Don't Try Suicide de The Game.

### «Untitled»
Track 13 o Untitled es una canción instrumental que, de alguna manera, representa la historia de Queen. La canción más larga de Queen, dura 22 minutos con 34 segundos, es una canción con vibra diferente, la canción no tiene casi letra, lo único que dice es "are you running?" En el minuto 10:06 y 11:03, además de risas distorsionadas y por el final de la canción, se escucha a Freddie decir en forma de broma "fab" que es fabulous (traducido al español como "fabuloso").

## Lista de canciones
| CD    |                                  |                     |          |  |
| N.º   | Título                           | Escritor(es)        | Duración |  |
| 1.    | «It's a Beautiful Day»           | Mercury, Deacon     | 2:33     |  |
| 2.    | «Made In Heaven»                 | Mercury             | 5:26     |  |
| 3.    | «Let Me Live»                    | Queen               | 4:46     |  |
| 4.    | «Mother Love»                    | May, Mercury        | 4:50     |  |
| 5.    | «My Life Has Been Saved»         | Deacon              | 3:16     |  |
| 6.    | «I Was Born to Love You»         | Mercury             | 4:50     |  |
| 7.    | «Heaven For Everyone»            | Taylor              | 5:37     |  |
| 8.    | «Too Much Love Will Kill You»    | May, Musker, Lamers | 4:21     |  |
| 9.    | «You Don't Fool Me»              | Mercury, Deacon     | 5:25     |  |
| 10.   | «A Winter's Tale»                | Mercury             | 3:51     |  |
| 11.   | «It's a Beautiful Day (Reprise)» | Mercury, Deacon     | 3:02     |  |
| 12.   | «Yeah»                           | Queen               | 0:04     |  |
| 13.   | «Track 13»                       | Queen               | 22:32    |  |
| 70:36 |                                  |                     |          |  |

| CANCIONES EXTRA |                                                          |                     |          |  |
| N.º             | Título                                                   | Escritor(es)        | Duración |  |
| 1.              | «It's A Beautiful Day (Demo 1980)»                       | Mercury             | 1:21     |  |
| 2.              | «It's A Beautiful Day (Instrumental Remix)»              | Mercury             | 1:37     |  |
| 3.              | «It's A Beautiful Day (B-Side)»                          | Mercury             | 3:37     |  |
| 4.              | «Made In Heaven (Mr. Bad Guy Album Version)»             | Mercury             | 4:00     |  |
| 5.              | «Made In Heaven (Mr. Bad Guy Instrumental Version)»      | Mercury             | 4:14     |  |
| 6.              | «Made In Heaven (Instrumental Remix)»                    | Mercury             | 5:24     |  |
| 7.              | «Made In Heaven (Mr. Bad Guy versión extendida)»         | Mercury             | 4:47     |  |
| 8.              | «Made In Heaven (Alternative Version)»                   | Mercury             | 4:25     |  |
| 9.              | «Let Me Live (Banned Version)»                           | Queen               | 4:42     |  |
| 10.             | «Mother Love (Instrumental)»                             | May, Mercury        | 4:17     |  |
| 11.             | «My Life Has Been Saved (1989 Version)»                  | Deacon              | 3:18     |  |
| 12.             | «I Was Born To Love You (Mr. Bad Guy Album Version)»     | Mercury             | 3:35     |  |
| 13.             | «I Was Born To Love You (Mr. Bad Guy versión extendida)» | Mercury             | 7:00     |  |
| 14.             | «I Was Born To Love You (Vocal And Piano Version)»       | Mercury             | 2:54     |  |
| 15.             | «Heaven For Everyone (The Cross Single Version)»         | Taylor              | 5:01     |  |
| 16.             | «Heaven For Everyone (The Cross Album Version)»          | Taylor              | 4:42     |  |
| 17.             | «Heaven For Everyone (Instrumental)»                     | Taylor              | 5:36     |  |
| 18.             | «Too Much Love Will Kill You (Brian May Version)»        | May, Musker, Lamers | 4:35     |  |
| 19.             | «Too Much Love Will Kill You (Ed. Vocals)»               | May, Musker, Lamers | 1:50     |  |
| 20.             | «You Don't Fool Me (Instrumental)»                       | Queen               | 6:00     |  |
| 21.             | «A Winter's Tale (Cosy Fireside Mix)»                    | Mercury             | 3:45     |  |

## LP 1995
Made in Heaven de la edición de 1995 se tuvieron que editar dos canciones para que fueran puestas en LP. Estas dos pistas son "I Was Born To Love You" y "You Don't Fool Me". Además, la versión de "Heaven for Everyone" incluida en la versión en vinilo es la versión de sencillo.
| lado uno |                          |          |  |
| N.º      | Título                   | Duración |  |
| 1.       | «It's a Beautiful Day»   | 2:32     |  |
| 2.       | «Made in Heaven»         | 5:25     |  |
| 3.       | «Let Me Live»            | 4:45     |  |
| 4.       | «Mother Love»            | 4:49     |  |
| 5.       | «My Life Has Been Saved» | 3:15     |  |

| lado dos |                                        |          |  |
| N.º      | Título                                 | Duración |  |
| 1.       | «I Was Born to Love You»               | 4:25     |  |
| 2.       | «Heaven for Everyone» (single version) | 4:43     |  |
| 3.       | «Too Much Love Will Kill You»          | 4:20     |  |
| 4.       | «You Don't Fool Me»                    | 4:46     |  |
| 5.       | «A Winter's Tale»                      | 3:49     |  |
| 6.       | «It's a Beautiful Day» (reprise)       | 3:01     |  |
| 7.       | «Yeah» (unlisted)                      | 0:15     |  |

## LP 2015
Made in Heaven fue reeditado en vinilo el 25 de septiembre de 2015, junto con todos los demás álbumes de estudio de Queen. Esta es la primera vez que el álbum completo se lanza en vinilo, repartido en 2 LP. 
La pista 13 también se presenta en vinilo por primera vez, aparece como "13" en la obra de arte y ocupa toda la cara cuatro.
| lado 1 |                        |          |  |
| N.º    | Título                 | Duración |  |
| 1.     | «It's a Beautiful Day» | 2:32     |  |
| 2.     | «Made in Heaven»       | 5:25     |  |
| 3.     | «Let Me Live»          | 4:45     |  |
| 4.     | «Mother Love»          | 4:46     |  |

| lado 2 |                          |          |  |
| N.º    | Título                   | Duración |  |
| 1.     | «My Life Has Been Saved» | 3:15     |  |
| 2.     | «I Was Born to Love You» | 4:51     |  |
| 3.     | «Heaven for Everyone»    | 5:34     |  |

| lado tres |                                  |          |  |
| N.º       | Título                           | Duración |  |
| 1.        | «Too Much Love Will Kill You»    | 4:20     |  |
| 2.        | «You Don't Fool Me»              | 5:23     |  |
| 3.        | «A Winter's Tale»                | 3:49     |  |
| 4.        | «It's a Beautiful Day» (reprise) | 3:00     |  |
| 5.        | «Yeah»                           | 0:11     |  |

| lado cuatro |        |          |  |
| N.º         | Título | Duración |  |
| 1.          | «13»   | 22:32    |  |

## Recepción de la crítica
La recepción ha sido en general positiva. Entertainment Weekly le dio al álbum un B+, con la reseña diciendo que es "el perfecto epitafio teatral para una vida dedicada al precioso artificio."
Sin embargo, la reseña de All Music fue menos entusiasta, otorgándole al álbum dos estrellas de cinco. "Incluso aún si nadie supiera que esas canciones fueron cantadas bajo la sombra de la muerte, ese tema sería obvio". A pesar de la dureza de la reseña, esta concluye que "Quizás Mercury estaba determinado a marcharse de la misma forma en la que llegó, como una diva. Si es así, lo logró."
Por parte de la banda, Made In Heaven es uno de sus álbumes preferidos. En el documental Days of Our Lifes, Roger Taylor declara que es el perfecto final para la banda. En una entrevista a la revista Rolling Stone, Brian May dice que este disco es uno de los discos de Queen que más escucha.